# Elvira Cuevas
Pour les articles homonymes, voir Cuevas.
Elvira Cuevas Viera est une écologiste portoricaine. Elle est professeure au département de biologie de l'Université de Porto Rico, campus de Río Piedras, où elle est directrice du Centre d'écologie tropicale appliquée et de conservation.

## Biographie

### Enfance et formation
Elvira Cuevas naît le 20 août 1950 à San Juan, Porto Rico. Elle s'intéresse aux sciences dès son plus jeune âge et prévoyait à l'origine de faire médecine. Elle s'est orientée vers l'écologie après avoir suivi un cours d'écologie sous la direction de Herminio Lugo Lugo à l'Université de Porto Rico, campus de Río Piedras (UPR-RP). Elle obtient une licence et une maîtrise en biologie à l'UPR-RP. Sa thèse de maîtrise de 1975 était intitulée Changes in selected water quality parameters as influenced by land use patterns in the Espiritu Santo drainage basin. Cuevas obtient un doctorat en écologie à l'Institut vénézuélien de recherche scientifique (IVIC) en 1984. Elle est la première diplômée dans le domaine de l'écologie à l'IVIC au Venezuela. Sa thèse était intitulée Crecimiento de raices finas y su relacion con los procesos de descomposicion de materia organica y liberacion de nutrientes en bosques del alto Rio Negro en el territorio federal Amazonas. Elle est stagiaire postdoctorale à l'Institut international de foresterie tropicale.

### Carrière
Elvira Cuevas vit et travaille au Venezuela pendant 25 ans. En 2001, elle rejoint la faculté de l'UPR-RP où elle est professeure au département de biologie. Elle est directrice du Centre d'écologie tropicale appliquée et de conservation de l'UPR-RP,. En mai 2004, Cuevas devient membre auxiliaire de la faculté de gestion et de conservation des ressources naturelles de la faculté de médecine vétérinaire et de zootechnie de l'Universidad Autónoma de Yucatán.

### Recherche
Elvira Cuevas fait des recherches sur l'écologie des écosystèmes, les processus et la fonction des écosystèmes, les interactions entre les plantes et le sol, le cycle des nutriments et le cycle du carbone. Elle étudie également l'éco-hydrologie des systèmes semi-arides et des zones humides urbaines. Elvira Cuevas étudie les réponses écophysiologiques des plantes au changement climatique, à la variabilité climatique et à la pollution par les métaux lourds dans les zones humides urbaines. Elle utilise la technologie des isotopes stables naturels pour identifier les sources d'eau et de carbone dans le sol et évaluer les réponses des plantes à la disponibilité de l'eau et des nutriments.

### Vie personnelle
Elvira Cuevas est mariée et a un fils. Son mari et son fils sont tous deux des scientifiques.

## Prix et distinctions
En 2000, Elvira Cuevas reçoit une bourse Guggenheim pour étudier les sciences végétales. En 2019, elle devient la première Portoricaine nommée à l'Académie des sciences d'Amérique latine.

## Publications (sélection)
Les publications les plus citées d'Elvira Cuevas comprennent :
- Tiessen, H., Elvira Cuevas, E., & Chacon, P. (1994). Le rôle de la matière organique du sol dans le maintien de la fertilité du sol. Nature, 371(6500), 783-785.
- Martinelli, L. A., Piccolo, M. C., Townsend, A. R., Vitousek, P. M., Elvira Cuevas, E., McDowell, W., ... & Treseder, K. (1999). Composition isotopique stable de l'azote des feuilles et du sol : forêts tropicales et tempérées. Biogeochemistry, 46(1-3), 45-65.
- Tanner, E. V. J., Vitousek, P. A., & Elvira Cuevas, E. (1998). Experimental investigation of nutrient limitation of forest growth on wet tropical mountains. Ecology, 79(1), 10-22.